# 奥村栄親
奥村 栄親（おくむら てるちか、文政8年11月13日（1825年12月22日） - 天保15年9月5日（1844年10月16日））は、加賀藩人持組頭、加賀八家奥村宗家第12代当主。
父は奥村栄実。養子は奥村栄通。幼名元松丸、純松丸。通称助十郎。
文政8年（1825年）、加賀藩家老奥村栄実の子として金沢に生まれる。天保14年（1843年）、父栄実の死去により家督と遺知1万7000石を相続する。天保15年（1844年）9月5日没。享年20。家督は分家奥村質直の八男栄通が末期養子となって相続した。